# Onchidorididae
Die Onchidorididae sind eine Familie der Sternschnecken in der Unterordnung der Nacktkiemer. Es handelt sich um meist mittelgroße, ausschließlich marine gehäuselose Schneckenarten, die vor allem Schwämme oder Moostierchen fressen.

## Merkmale
Die Onchidorididae haben einen flachen Körper mit einem ovalen Umriss. Der Rücken ist weich und mit sehr vielen kleinen Höckerchen oder Warzen, den Tuberkeln, bedeckt. Die beiden am Kopf sitzenden Fühler, die Rhinophoren, sind lamelliert. Oft ist ein halbkreisförmiges Mundsegel vorhanden, so etwa in der Gattung Onchidoris. Der um den After am Rücken angeordnete weite Kranz aus kleinen Kiemen kann nicht zurückgezogen werden, doch ist dies teilweise mit einzelnen Kiemen möglich.
Die Schnecken haben eine schmale Radula mit hakenförmigen ersten und teilweise auch zweiten Seitenzähnen. Kiefer fehlen. Am Pharynx befindet sich dorsal ein Kropf, mit Hilfe dessen Nahrung eingesogen werden kann.
Die Onchidorididae fressen vor allem Schwämme und Moostierchen, deren Fleisch mit der Radula abgeraspelt wird.
Wie andere Sternschnecken sind die Onchidorididae Zwitter und begatten sich gegenseitig. Sie legen ihre Eier in meist weißen Eischnüren ab, aus denen zahlreiche Veliger-Larven schlüpfen, die sich von Plankton ernähren und nach einer längeren pelagischen Phase zu kleinen Sternschnecken metamorphosieren.
Zu den Onchidorididae gehören unter anderen die Weichwarzige Sternschnecke (Acanthodoris pilosa), die Rote Sternschnecke (Adalaria proxima), die Braungefleckte Sternschnecke (Onchidoris bilamellata) und die Raue Sternschnecke (Onchidoris muricata).

## Systematik
Nach Bouchet und Rocroi (2005) ist die Familie Onchidorididae eine von drei Familien in der Überfamilie Onchidoridoidea. Zur Familie gehören sieben Gattungen:
- Acanthodoris Gray, 1850
- Adalaria Bergh, 1879
- Calycidoris Abraham, 1876
- Diaphorodoris Iredale and O’Donoghue, 1923
- Loy Martynov, 1994 (einzige Art Loy meyeni Martynov, 1994)
- Onchidoris de Blainville, 1816
- Onchimira Martynov, Korshunova, N. Sanamyan & K. Sanamyan, 2009[2] (einzige Art Onchimira cavifera Martynov, Korshunova, N. Sanamyan & K. Sanamyan, 2009)

Lamellidoris Adler & Hancock, 1855 ist mit Onchidoris Blainville, 1816 synonymisiert.
Diese Gattungen werden heute zur Familie Akiodorididae gestellt:
- Akiodoris Bergh, 1879
- Doridunculus G. O. Sars, 1878